# بافاريا-شتراوبنغ

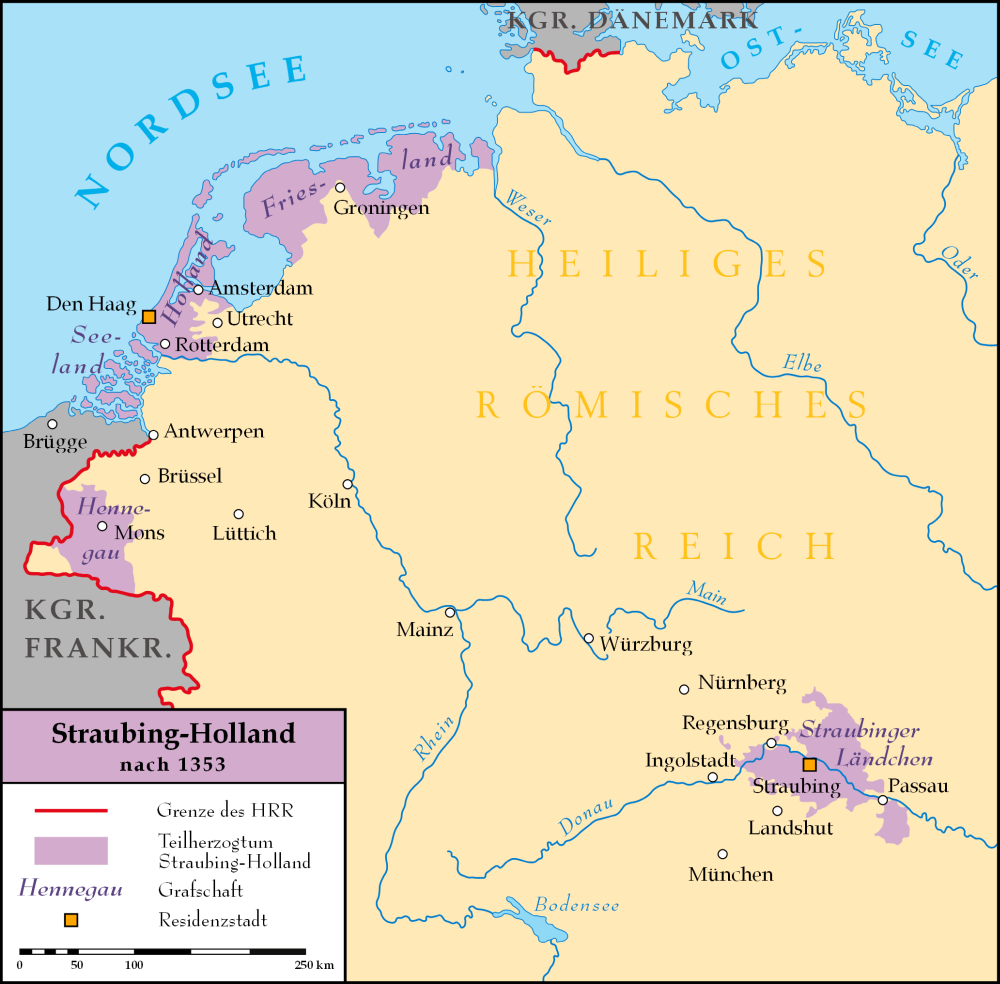
شتراوبنغ-هولندا.

بافاريا-شتراوبنغ (الألمانية:Bayern-Straubing)؛ أو يشير إليها أحيانا بـ شتراوبنغ-هولندا (الألمانية:Straubing-Holland)؛ هو كيان الإقليمي في الإمبراطورية الرومانية المقدسة حكمها أفراد من آل فيتلسباخ بين عامي 1353 و 1432، تضم المناطق حول شتراوبنغ في بافاريا السفلى، وأحيانا تشمل أيضا الأراضي في الأراضي المنخفضة «كونتية هولندا وزيلاند وكذلك هينو» على الرغم من أن الإمبراطور لودفيغ الرابع ورث الأراضي في هولندا إلى ابنيه فيلهلم وألبرشت في 1346.

## نبذة

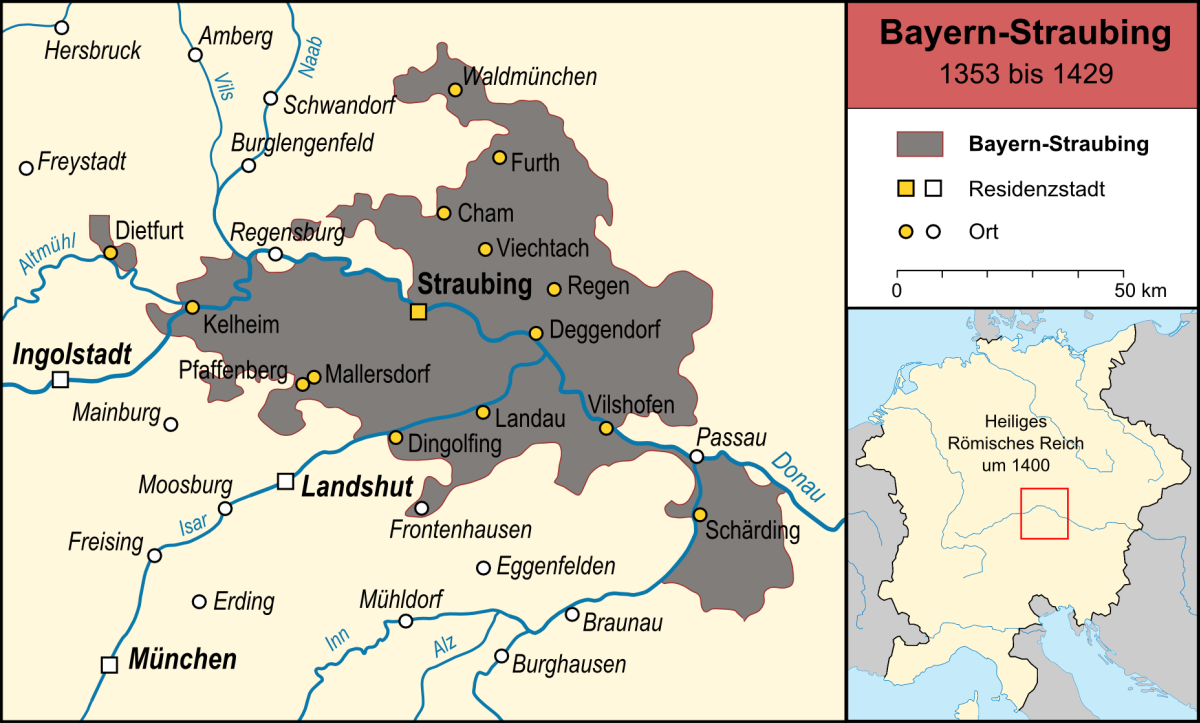
بافاريا-شتراوبنغ في 1392.

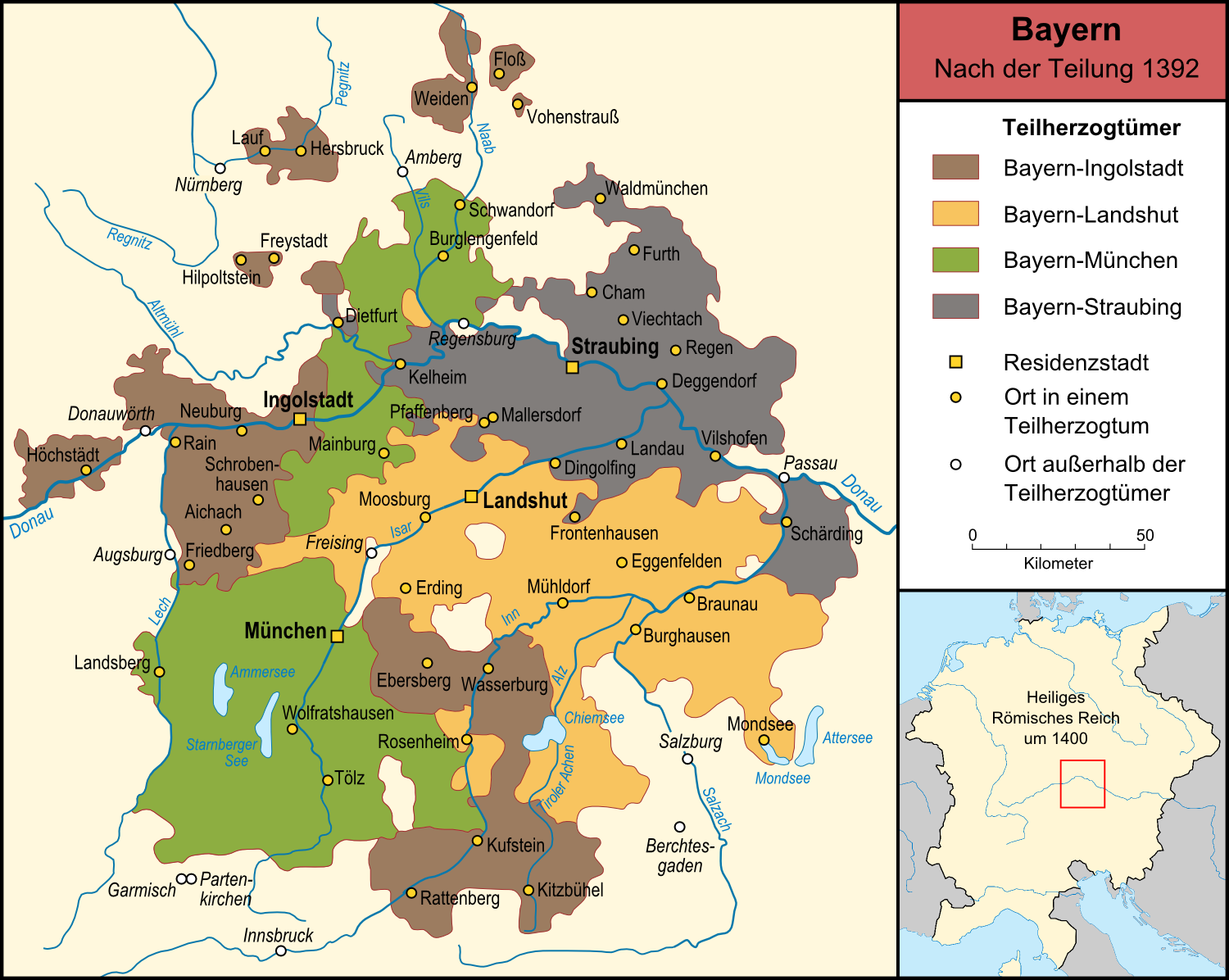
بافاريا-شتراوبنغ (رصاصي) بجوار دوقيات البافارية الأُخرى.

بعد وفاة الإمبراطور لودفيغ الرابع في 1349، قسم أبناؤه بافاريا مرة أخرى: انتقلت بافاريا السفلى إلى ستيفان الثاني (متوفي. 1375)؛ وفيلهلم (متوفي. 1389) وألبرشت (متوفي. 1404) وحكموا بالمناصفة مع أخيهم غير الشقيق، وفي عام 1353 قُسمت بافاريا السفلى إلى بافاريا-لاندسهوت التي احتفظ بها ستيفان، في حين حصل فيلهلم وألبرشت على جزء المتبقي من الميراث البافاري السفلي، باعتبار شتراوبنغ كعاصمة هناكُ، مع ذلك احتفظوا بالأراضي في هينو وهولندا، تميز الكيان بوحدة الأراضي وعدم التجزئة على عكس جارتها بافاريا السفلى-لاندسهوت التي تعرضت لانقسام في 1392، في البداية ركز فيلهلم سيطرته على الأراضي المنخفضة وإما ألبرشت قام بإدارة الأراضي البافارية، فيلهلم دخل في صراع مع والدته مارغريت الثانية كونتيسة هينو حول السلطة واستمر الخلاف حتى وفاتها في 1356، وفي 1357 عاد ألبرشت إلى هولندا بعد أن أصيب شقيقه بجلطة دماغية لم يشف منها قط، ومنذ ذلك الحين اعتبر مريضًا عقليًا وغير قادر على الحكم، ومع 1387 عُين ابنه ألبرشت الثاني بإدارة الأراضي في بافاريا واستمر حتى وفاته في 1397، وبعدها انتقلت الإدارة إلى ابنه الآخر يوحنا الثالث الذي نادرًا ما بقي في شتراوبنغ وظل في حالة ترقب مع الأحداث المضطربة في هولندا، وعند وفاة ألبرشت عام 1404 بعد 50 عامًا من الحكم، كانت دوقيته في حالة مستقرة سياسيًا ومزدهرة اقتصاديا، وخلفه ابنه البكر فيلهلم الثاني بسبب لأنه لم يكن له ابن ذكر، حاول توريث أراضيه إلى ابنته الوحيد ياكوبا مما أدى إلى صراعات حول السلطة في بافاريا والأراضي المنخفضة بعد وفاته في 1417 بين ابنته وشقيقه يوحنا والتي أدى اختلافات القوانين والعادات في المناطق المتنازعة عليها إلى تأزم الصراع أكثر.
في عام 1425 مع وفاة الدوق يوحنا الثالث انقرض نسل دوقات -شتراوبنغ من ناحية الذكور، وأخيراً في عام 1429 بعد تحكيم الإمبراطور سيغيسموند في بريسبورغ تم تقسيم الممتلكات البافارية بين دوقات بافاريا لاندسهوت وبافاريا-إنغولشتات وبافاريا-ميونخ الذين حصلوا على نصيب الأسد بما في ذلك العاصمة شتراوبنغ، في حين استمرت ابنة شقيقه ياكويبا في حكم المناطق بالأراضي المنخفضة حتى تنازلها في 1433 إلى ابن عمتها فيليب الطيب دوق بورغندي (ابن مارغريت ابنة ألبرشت الأول)؛ وتوفيت في 1436 وبهذا أُسرد الستار عن آل شتراوبنغ.

## الحكام

شعار دوقات بافاريا-هينو.

يرجع نسل الحكام إلى أبناء الإمبراطور لودفيغ الرابع وزوجته الثانية مارغريت أفيسنيس، في عام 1346 استبعد الإمبراطور ابنه الأكبر من زوجته وأبنائه الآخرين من السلطة في الأراضي المنخفضة، وحصر الخلافة على فيلهلم وألبرشت فقط.
- فيلهلم الأول وألبرشت الأول (حكم بالمناصفة.1347-1388).
- ألبرشت الأول «الهولندي» (وحيداً.1388-1404)؛ تولى الإدارة كاملة منذ 1357.
  - ألبرشت الثاني (1389-1397)؛ إدارة في بافاريا.
- فيلهلم الثاني (1404-1417).
- يوحنا الثالث (1418-1425)؛ إدارة في بافاريا منذ 1397، والمتنازع مع
- ياكويبا (1417-1433)؛[5] تنازلت في 1433، وتوفيت في 1436.